# 터미네이터 (캐릭터)

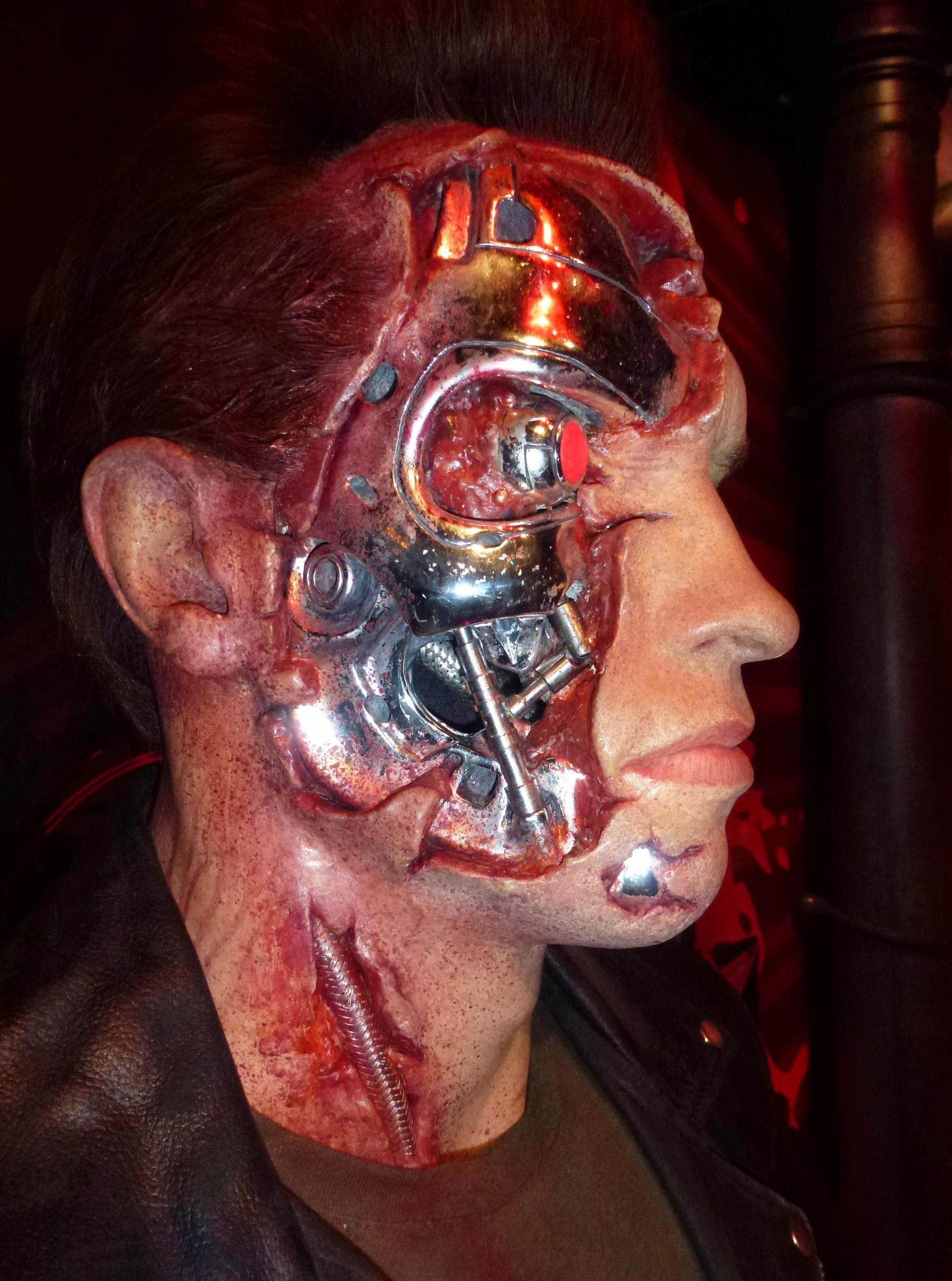

터미네이터(The Terminator) 또는 T-800, T-850은 아널드 슈워제네거 및 그와 유사한 모습을 갖춘 수많은 대역에 의해 묘사되는 터미네이터 프랜차이즈에 등장하는 등장인물이다. 터미네이터 자신은 침투 기반 암살 임무를 위해 스카이넷이 만든 머신 시리즈의 일부이다.
터미네이터의 Kyle Reese와 터미네이터 2의 슈워제네거의 등장인물은 "Cyberdyne Systems Model 101"으로 부른다. 터미네이터 3에서 터미네이터는 자신을 모델 번호의 축약형으로 볼 수 있는 T-101으로 부른다.

## 특징

### CPU
터미네이터의 CPU는 학습 및 순응 능력을 지닌 인공신경망이다. 실온 초전도체의 하나로 간략히 언급된다. 터미네이터 2에서 터미네이터는 "인간과 더 많이 접촉할수록 더 많이 학습한다"고 언급한다.

## 반응
- 이 등장인물은 엠파이어지의 최고의 100대 영화 등장인물 가운데 14위를 차지하였다.[2]